# 金玺诏书

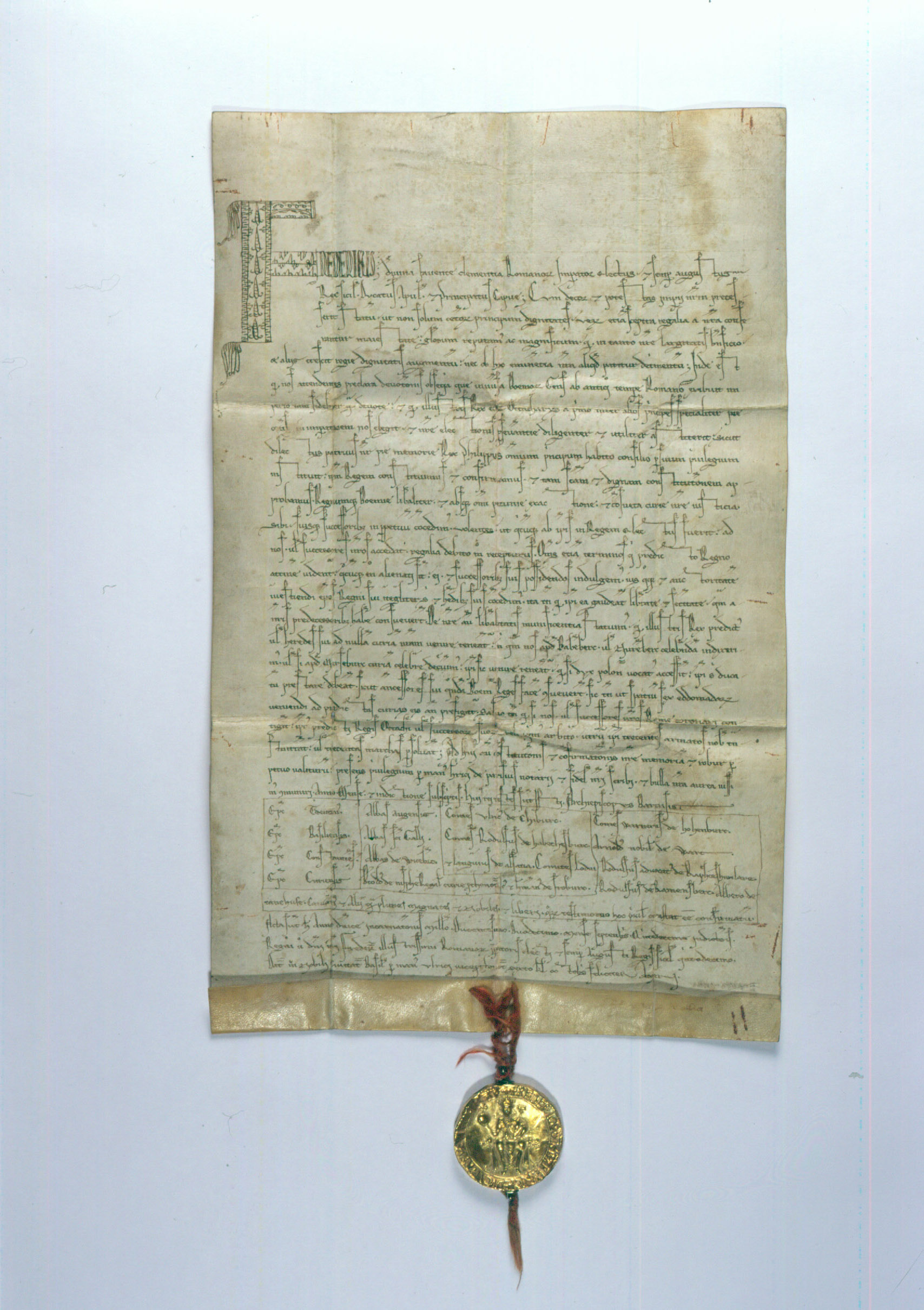
1212年西西里金璽詔書（提昇波希米亞國王的地位與權力）

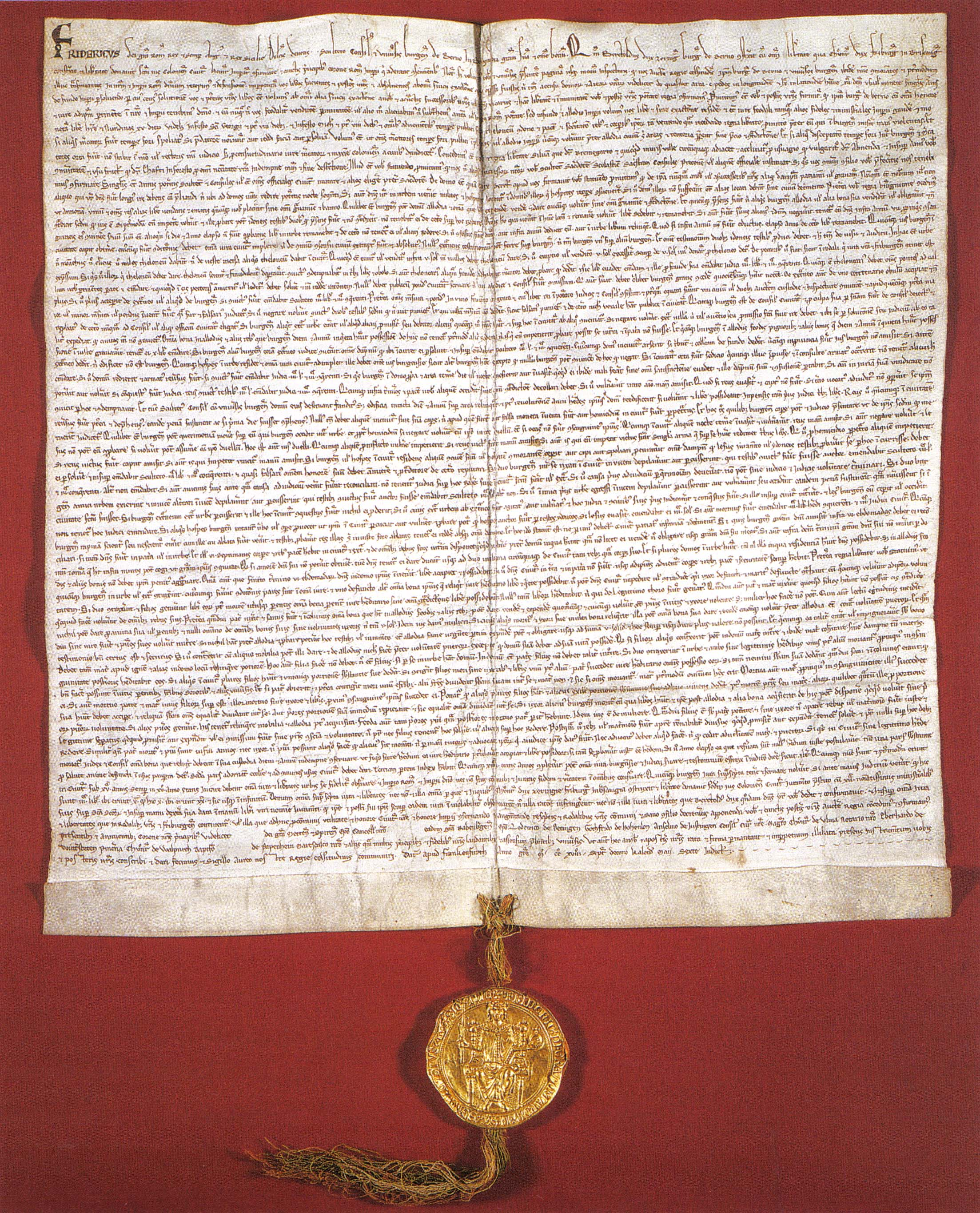
1218年伯恩金璽詔書（確認伯恩的帝國自由城市地位，但很可能是偽造品）

金璽詔書（拉丁语：bulla aurea），或著稱作「金色詔書」、「金記詔書」、「金皮詔書」或「黃金詔書」等，是指中世紀至文藝復興時期，由拜占庭帝國（東羅馬）皇帝或是歐洲君主所頒發的詔書，因下方系有金印，而非一般人使用的铅印、蜡印，故稱金璽詔書。最有名的金璽詔書是1356年金璽詔書，為神聖羅馬皇帝查理四世發佈，該詔書任命了七大選帝侯。
金璽這個專有名詞本來專指代表金印的金質裝飾品本身，後來用來泛稱整張詔書。日文翻譯為「金印敕書」或「黃金文書」等，均不遠於原意。

## 起源
8世紀左右，拜占庭君士坦丁堡政府之詔書僅為單方面發出的命令，並沒有在會議上形成契約。然而，這樣最後被認定是十分不利的，特別是當拜占庭帝國面對不斷出現的外患，努力尋求一個抑制外來勢力損害帝國的方法時。12世紀時，拜占庭人開始在文章中繫上金璽，以增強協商時宣誓立約的威信。其它歐洲君王模仿拜占庭詔書樣式，只是更為謹慎正式。金璽詔書在西歐封建制度下得以修改加強，更較拜占庭的原形隆重正式，或者是宣佈更高級於普通的政令。

## 歷史上著名的金璽詔書
以下羅列出中古歐洲比較著名的金璽詔書：
- 1136年金璽詔書，西元1136年教宗英諾森二世發佈於波蘭格涅茲諾，又稱為格涅茲諾金璽詔書。
- 1212年金璽詔書，西元1212年神聖羅馬帝國皇帝腓特烈二世發佈於西西里島。承認波希米亞王位由貴族選舉產生，帝國不加以干涉；波希米亞王國可在帝國範圍之外，享有獨立地位，自鑄貨幣，有權任命主教，並且在帝國境內三百多個大小諸候國中，波希米亞居有首席地位。[2]
- 1214年金璽詔書，西元1214年由神聖羅馬帝國皇帝腓特烈二世發佈，割讓易北河與埃登河以北的土地予丹麥國王瓦爾德馬二世。
- 伯恩金璽詔書，推測是西元1218年由神聖羅馬帝國皇帝腓特烈二世於瑞士伯恩發佈，但是據學者考證認為是偽造。
- 1222年金璽詔書，西元1222年由匈牙利國王安德烈二世發佈，迫於貴族們的壓力，詔書確立的匈牙利貴族的權力，特別是在國王違法時反抗國王的權力，類似於英國大憲章的匈牙利版本。[3]
- 1224年金璽詔書，西元1224年由匈牙利國王安德烈二世發佈，授與居住在外西凡尼亞的撒克遜人某些權利。
- 里米尼金璽詔書，西元1226年由神聖羅馬帝國皇帝腓特烈二世發佈於義大利里米尼，授與條頓騎士團征服普魯士特許狀，使其獲得普魯士境內的一切貴族特權，德意志統治普魯士700年的歷史（1224-1945）就此展開。
- 1242年金璽詔書，西元1242年由匈牙利國王貝拉四世發佈，時值蒙古侵略歐洲之際，詔書頒予格拉代茨與薩莫柏（均在今日克羅埃西亞的扎格雷布市）自治市的地位。
- 1348年金璽詔書，西元1348年由波西米亞國王卡雷爾一世發佈，他就是後來出任神聖羅馬帝國皇帝的查理四世。詔書下令於布拉格建立查理大學，是為捷克乃至中歐最古老的大學，也是世界上最古老的大學之一。
- 1356年金璽詔書，這應該是最有名的金璽詔書。西元1356年由神聖羅馬帝國皇帝查理四世於紐倫堡發佈，確立了日後神聖羅馬帝國的皇帝以選舉產生，帝國境內有七位選帝侯享有此重要權力，分別是美因茲大主教、科隆大主教、特里爾大主教等三位教会选侯；波希米亞國王、萊茵普法尔茨伯爵、薩克森维騰堡公爵、布蘭登堡藩侯等四位世俗选侯。[4]當選侯們準備推舉新國王時，首先在聖巴塞羅謬教堂舉行彌撤，如果選侯們未能在30天內做出決定，那麼他們只能靠麵包和水維生。投票順序第一位為美因茲選侯，其後分別是特里爾選侯和科隆選侯；波希米亞選侯、普法爾茨選侯、薩克森選侯、布蘭登堡選侯。詔書公佈於帝國會議之後，選帝侯制度並無太大變動，一直持續至19世紀初。[5] 1356年金璽詔書還對闡述了其它方面的權利，只有城市內的居民能受到法律的保護，亦確立了各地選侯握有主權，能夠擁有「針對不同傳統習慣和語言的不同民族法律」之多元性。[6]
- 1702年金璽詔書，西元1702年由神聖羅馬帝國皇帝利奧波德一世頒佈，准許耶穌會於西利西亞首府布雷斯勞（波蘭語：弗羅茨瓦夫大學）創辦大學，即是今日布雷斯勞大學（波蘭語：弗羅茨瓦夫大學）的前身。

## 註解
1. ↑  Martin Kitchen, The Cambridge Illustrated History of Germany（Cambridge University Press 1996）, p72.
2. ↑  李邁先著，《東歐諸國史（當代完備版）》（臺北：三民書局股份有限公司，2002年），頁72。
3. ↑  周力行著，《匈牙利史》（臺北市：三民書局股份有限公司，2003年），頁55。
4. ↑  郭恒鈺著，《德意志帝國史話》（臺北市：三民書局股份有限公司，2001年），頁26。
5. ↑  三十年戰爭前期（波西米亞階段1618～1625）因為普法爾茨選帝侯支持波西米亞獨立運動，神聖羅馬帝國皇帝斐迪南二世取消其選帝侯資格，改以巴伐利亞公爵代之。唯西發利亞和約之後仍予保留，是故選帝侯在1648年擴充為八名。1692年後又新列漢諾威選帝侯，總計九名。詳見王曾才編著，《西洋近世史》（臺北：中正書局，2001年），頁116～119、199。
6. ↑  Martin Kitchen, The Cambridge Illustrated History of Germany , p64.